# 阿班布雷斯
阿班布雷斯是葡萄牙布拉干萨区的一个堂区。总面积18.68平方公里，总人口396人，人口密度21.2人/平方公里。